# گری فرانسیس (بازیکن فوتبال، زاده۱۹۳۳)
گری فرانسیس (انگلیسی: Gerry Francis؛ زادهٔ ۶ دسامبر ۱۹۳۳) بازیکن فوتبال اهل بریتانیا است.
از باشگاه‌هایی که در آن بازی کرده‌است می‌توان به باشگاه فوتبال یورک سیتی و باشگاه فوتبال لیدز یونایتد اشاره کرد.